# Franz von John

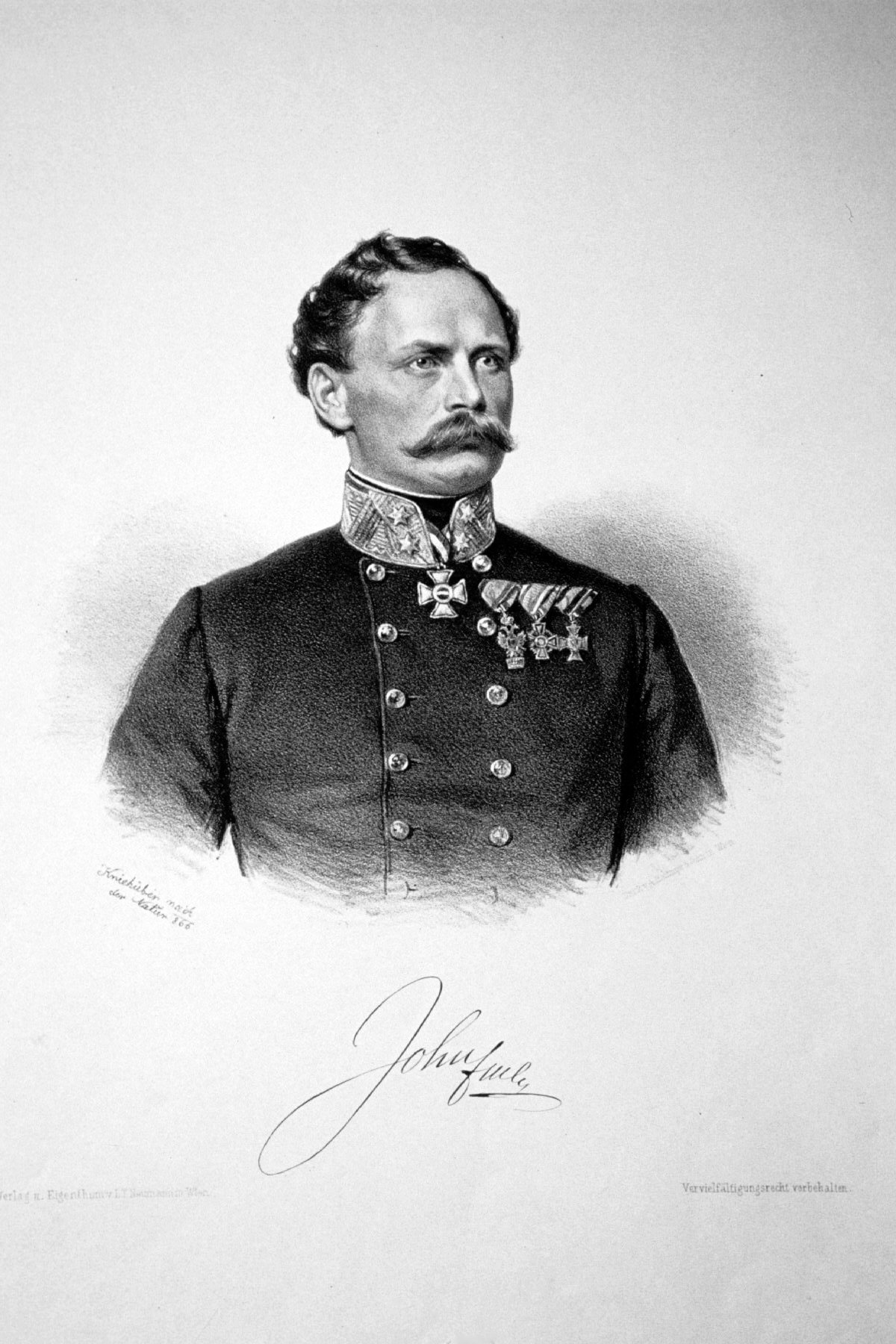
Franz von John

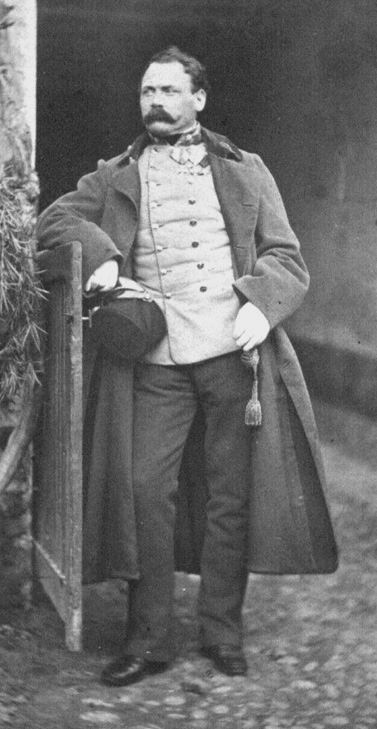
Franz von John

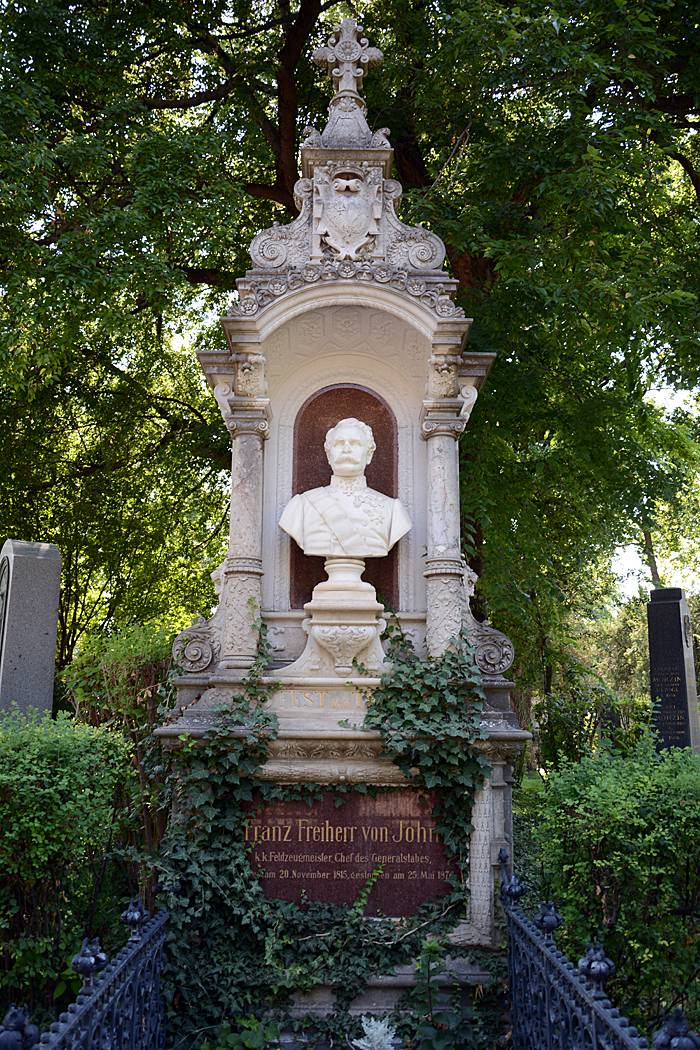
Grab von Franz von John auf dem Wiener Zentralfriedhof

Franz Freiherr von John (* 20. November 1815 in Bruck an der Leitha als Franz John; † 25. Mai 1876 in Wien) war ein österreichischer Feldzeugmeister, Generalstabschef und Kriegsminister.

## Leben
John wurde als Sohn des Capitainlieutenant Franz John (* 1780 in Kotzen Kreis Leitmeritz in Böhmen) und der Theresia John geb. Rittersporn als Viertes von zehn Kindern geboren. Er wurde auf der Militärakademie in Wiener Neustadt erzogen und trat 1835 als Unterleutnant in das Infanterieregiment Erzherzog Franz Karl ein. 1845 als Oberleutnant zum Generalquartiermeisterstab kommandiert, machte er in Italien unter Radetzkys Leitung die hohe Schule seiner militärischen Bildung durch und nahm 1848, eben Hauptmann geworden, an den Kämpfen in Oberitalien einen so hervorragenden Anteil, namentlich bei Goito und Volta, sodass er die Eiserne Krone, den Maria-Theresia-Orden und das Militärverdienstkreuz zugesprochen bekam. Mit Verleihung des Ordens der Eisernen Krone III. Klasse wurde er 1848 in den Ritterstand erhoben, 1857 erhielt er  als Oberst und Regimentskommandant den Freiherrenstand.
1859 war er Generalstabschef des VI. Armeekorps in Südtirol, und seit 1860 stand er als Generalmajor an der Spitze des Generalstabs der von Benedek befehligten italienischen Armee. 
Er blieb Generalstabschef der Südarmee in Italien, auch 1866 unter Erzherzog Albrecht und zeichnete sich in der Schlacht bei Custozza (24. Juni) so aus, dass er noch auf dem Schlachtfeld zum Feldmarschallleutnant ernannt wurde. Er begleitete auch den Erzherzog auf den nördlichen Kriegsschauplatz und übernahm im September provisorisch, im Oktober definitiv das Kriegsministerium.

Anna Baronin John – Grabmal am Friedhof St. Leonhard in Graz

Im Juli 1866 wurde er ins Herrenhaus berufen, im November 1866 Reichskriegsminister. Er führte die Heeresreform, welche auf der allgemeinen Wehrpflicht basierte, durch. Schon im Januar 1868 trat er indes ab, wurde im März 1869 Kommandierender General in Graz, dann Feldzeugmeister und Chef des Generalstabs der Armee, als welcher er am 25. Mai 1876 starb.

## Ehen und Nachkommen
In erster Ehe war Franz von John mit Antonia Margareta Carolina Edlen von Weihse (auch Antonia Auguste Karolina von Weiße nach Schmidt-Brentano; * 27. September 1827 in Krakau; † 6. September 1871 in Graz), der Tochter des Professors für Astronomie, Maximilian Ritter von Weihse, Astronomieprofessor an der Jagellionischen Universitätssternwarte und Direktors der Sternwarte in Krakau verheiratet. Die Trauung fand am 27. Oktober 1849 statt und dieser Ehe entsprangen fünf Kinder. Seine erste Ehefrau dürfte bei der Geburt des fünften Kindes am 7. April 1870 in Graz verstorben sein.  Bei Johannes Held wird Baron John 1870 als Witwer ausgewiesen, bei Schmidt-Brentano wird ihr Todestag siehe oben angegeben.
Er hinterließ seine zweite Ehefrau, die er am 24. Mai 1873 geheiratet hatte, und eine vier Monate alte Tochter namens Ida. Seine Witwe Anna Freifrau von John, geborne Gräfin von Orsini-Rosenberg, ist auf dem Friedhof St. Leonhard in Graz begraben. Ein Sohn, den er mit seiner ersten Frau hatte, war der Vizeadmiral ad honoris Friedrich Albert Freiherr von John (* 11. Februar 1854 in Bologna; † 14. April 1917 in Wien).

## Ehrungen
Am 28. Mai 1885 wurde sein Leichnam in ein von Alexander Wielemans von Monteforte gestaltetes Ehrengrab auf dem Wiener Zentralfriedhof umgebettet (Gruppe 14 A, Nr. 24).
Die Johnstraße im 15. Wiener Gemeindebezirk ist nach ihm benannt.

## Karriere
- 20. Februar 1826 Vormerkung für die Wiener Neustädter Militärakademie
- 24. Oktober 1835 Ausmusterung als Unterlieutenant 1er Klasse
- 20. Juni 1845 Oberleutnant
- 13. März 1848 Hauptmann
- 22. März 1850 Major
- 2. April 1854 Oberstleutnant
- 28. April 1857 Oberst
- 19. Februar 1861 Generalmajor
- 3. Juli 1866 Feldmarschalleutnant
- 26. April 1873 Feldzeugmeister

## Kriegsauszeichnungen und Erhebungen
- 30. Mai 1848 Orden der Eisernen Krone III. Klasse (Ritterkreuz)
- 4. Februar 1850 Militärverdienstkreuz (Österreich)
- 26. März 1850 Ritter des Militär-Maria-Theresien-Ordens für Volta
- Kommandeur des päpstlichen Silvesterordens
- 17. Juli 1857 Erhebung in den Freiherrnstand
- 3. Juli 1866 lebenslanges Mitglied des Herrenhauses des Reichsrathes
- 14. November 1866 Großkreuz des sächsischen Albrechtsordens mit Kriegsdekoration
- 29. August 1866 Kommandeurkreuz des Militär-Maria-Theresien-Ordens für Custozza
- 4. Dezember 1866 Geheimer Rat und Inhaber des Infanterieregimentes Nr. 76
- 28. Juli 1867 Großkreuz des Italienischen St. Mauritius und Lazarus Ordens
- 18. Jänner 1868 Großkreuz des Leopoldordens

## Dienststellungen
- 1859 Chef des Generalstabes des 6. Armeekorps in Südtirol
- 1866 Chef des Generalstabes der Südarmee
- Chef des Generalstabes (November 1866 – März 1869) für die gesamte bewaffnete Macht Österreich-Ungarns
- Kriegsminister (6. November 1866 – 18. Jänner 1868)
- Kommandierender General in Graz (27. März 1869 – Juni 1874)
- Chef des Generalstabes (Juni 1874 – Mai 1876)